# Trimalaconothrus brevisetiger
Trimalaconothrus brevisetiger är en kvalsterart som beskrevs av Yamamoto och Aoki 1998. Trimalaconothrus brevisetiger ingår i släktet Trimalaconothrus och familjen Malaconothridae. Inga underarter finns listade i Catalogue of Life.